# Manuel Benavente
Manuel Benavente (1893, Minas, - 1950, Montevideo) fue un escritor, poeta, ensayista, dramaturgo y conferencista uruguayo. 

## Biografía
De su obra hablaron muy bien varios críticos y colegas. Dejó muchas páginas sobre su infancia y los ambientes pueblerinos que frecuentó. También retratos, estampas y conferencias impresas, donde se muestra como un observador delicado y ameno disertante.

### Infancia
De familia humilde, su padre murió cuando él contaba con tan solo tres años. Su madre –ferviente católica- lo envió a un colegio religioso. Él también fue religioso de niño pero más tarde se volvería “hereje” según sus propias palabras.
Vivió su infancia rodeado de sus tíos y primos y de su abuela que le contaba cuentos. Aunque no fue un buen alumno en la escuela, sin embargo luego se interesaría por aprender.

### Juventud
En 1920 se casó con Dorila Barboza. Con ella tuvo cuatro hijos; Mireya, Sotileza, Bécquer y Marianela.
Tuvo varios trabajos para solventar su familia. Ejerció el profesorado de literatura y lengua en varias ciudades del interior del país. En Paysandú trabajó para el diario "El Telégrafo" y en San José dirigió el Liceo departamental. Colaboró con la "Revista Nacional", con el suplemento dominical del diario "El Día" y con las revistas "Teseo" y "Pegaso".
En 1939, su esposa falleció, quedando presa de un gran dolor junto a sus hijos. Años más tarde volvería a casarse.

### Fallecimiento
Manuel Benavente falleció en 1980 de un ataque al corazón al llegar a Montevideo luego de un viaje desde el interior del país en un día de calor agobiante.

## Obra
Comenzó a escribir desde muy joven. A los 20 años estrenó en su ciudad natal un drama titulado: "Alas rotas".
Su primer libro “El jardín de la vida” incluye “La epopeya de América” un poema épico. Fue editado en 1916 y elogiado por muchos críticos y poetas tanto nacionales como extranjeros; entre ellos el gran dramaturgo español y premio Nobel de Literatura Jacinto Benavente, quien dijo: “Sus versos me parecen vibrantes, apasionados, aristócratas, admirables en una palabra.”.
En 1918, edita su segundo libro “Rosas de Bohemia”. Un libro de poemas donde aparecen diferentes temas y muestra su gran sensibilidad.
“Motivos pueblerinos” fue publicado en 1920. Muestra elementos cotidianos del interior del país. Su prosa es sencilla pero muy sugerente y su poesía además de variada por el estilo y la temática, es muy bella, con toques de humor y hasta de crítica.
“Ella” - 1940, es un homenaje a su compañera y esposa Dorila, quien falleció en 1939. Se nota su dolor pero también su admiración por esta mujer con quien convivió durante dos décadas.
También realizó ensayos sobre Lope de Vega y otros autores españoles.
Dio varias conferencias, algunas recogidas en el libro “Tres conferencias sobre Cervantes”

### Editada
- "El jardín de la vida" (poemas modernos), Montevideo, 1916. prólogo de Emilio Frugoni.
- "Rosas de bohemia" (poesía), Casa editora Imprenta Moderna – Florida, Uruguay, 1918.
- "Motivos pueblerinos"(poesía), Paysandú, Ed. Baccaro, 1920.
- "Letras de España" (ensayo), Paysandú, 1931.
- "En la red del silencio"(poesía), Paysandú, 1933.
- “Veinte poemas de Paysandú” (poesía) – Paysandú, Talleres revista Brújula, 1933
- "El sueño de mi niñez", (prosa - autobiográfico) San José, 1934.
- “Los amores de Lope de Vega” (ensayo)
- "Ella", San José, M.Figueroa y cia.,1940.
- "Estampas pueblerinas" (prosa), Montevideo, Com. Municipal de Cultura de Lavalleja, 1944.
- "Alegorías y micropoemas" (prosa y poesía), Montevideo, Edit. Independencia, 1945.
- "Tres conferencias sobre Cervantes", San José, Ed. Cenit, 1949
- "El Otoño me dijo" (Sonetos) Póstumo

### Inédita
- El señor diputado – comedia en 4 actos
- Luna de miel – comedia en 2 actos